# Lista över Tongas regenter

Tongas riksvapen.

Lista över Tongas regenter omfattar de hittills 6 personer som har varit monarker över Tonga sedan Tongas grundlag etablerade monarkens roll 1845. 

## Tidigare regenter över Tonga
- Tu'i Tonga, ledare över Tonga från cirka 950 till cirka 1470.
- Tu'i Ha'a Takala'ua, ledare över Tonga från cirka 1470 till cirka 1800.

## Lista över Tongas regenter (1845–nutid)
|              | Regent (Födelse–Död)                                        | Regeringstid      | Regeringstid      | Regeringstid        | Källa |
| Tillträdde   | Regent (Födelse–Död)                                        | Frånträdde        | Ämbetstid         |                     | Källa |
| ------------ | ----------------------------------------------------------- | ----------------- | ----------------- | ------------------- | ----- |
|              | George Tupou I 1797-1893 son till Tupouto'a                 | 4 december 1845   | 18 februari 1893  | 47 år och 76 dagar  |       |
|              | George Tupou II 1874-1918 barnbarnsbarn till George Tupou I | 18 februari 1893  | 5 april 1918      | 25 år och 46 dagar  |       |
|              | Sālote Tupou III 1900-1965 dotter till George Tupou II      | 5 april 1918      | 16 december 1965  | 47 år och 255 dagar |       |
|              | Tāufaʻāhau Tupou IV 1918-2006 son till Sālote Tupou III     | 16 december 1965  | 10 september 2006 | 40 år och 268 dagar |       |
|              | George Tupou V 1948-2012 son till Tāufaʻahau Tupou IV       | 11 september 2006 | 18 mars 2012      | 5 år och 189 dagar  |       |
|              | Tupou VI född 1959 son till Tāufaʻahau Tupou IV             | 18 mars 2012      | nuvarande         | 12 år och 360 dagar |       |
|              | Regent (Födelse–Död)                                        | Tillträdde        | Frånträdde        | Ämbetstid           | Källa |
| Regeringstid | Regent (Födelse–Död)                                        |                   |                   |                     | Källa |